# Блізно (Куявсько-Поморське воєводство)
Блізно (пол. Blizno) — село в Польщі, у гміні Ксьонжки Вомбжезького повіту Куявсько-Поморського воєводства.
Населення — 183 особи (2011).
У 1975-1998 роках село належало до Торунського воєводства.

## Демографія
Демографічна структура станом на 31 березня 2011 року:
|          | Загалом | Допрацездатний вік | Працездатний вік | Постпрацездатний вік |
| -------- | ------- | ------------------ | ---------------- | -------------------- |
| Чоловіки | 94      | 24                 | 62               | 8                    |
| Жінки    | 89      | 14                 | 63               | 12                   |
| Разом    | 183     | 38                 | 125              | 20                   |